# يوسف القعيد
يوسف القعيد أديب وروائي وصحفي وقاص مصري ونائب برلماني.

## حياته ونشأته
وُلد في قرية الضهرية التابعة لمركز إيتاي البارود بمحافظة البحيرة في 2 أبريل (نيسان) عام 1944، وتخرج في معهد المعلمين، ثم التحق بالقوات المسلحة عام 1965، وحتى عام 1974.

## مسيرته المهنية
عمل يوسف القعيد بعد حصوله على دبلوم المعلمين مدرساً، ثم التحق بالقوات المسلحة المصرية لآداء الخدمة العسكرية في عام 1965، حيث حضر هزيمة الخامس من يونيو عام 1967، وشارك في حرب الاستنزاف التي بدأت في عام 1969، وحرب أكتوبر عام 1973، وظل بالقوات المسلحة حتى عام 1974. اتجه يوسف القعيد بعد ذلك إلى العمل بمجال الصحافة فعمل محررا أدبيا بمجلة المصور التابعة لدار الهلال، وتدرج في المناصب حتى شغل منصب نائب رئيس تحرير المجلة في عام 2000، ثم استقال من منصبه بعد ذلك ليتفرغ للكتابة الأدبية.
عمل يوسف القعيد مقررا للجنة القصة بالمجلس الأعلى للثقافة بدءاً من نوفمبر 2017.
اهتم يوسف القعيد بالتعبير عن المحيط القروي المصري وما يتصل به من قضايا وعرف بنبرته السياسية الناقدة عرضت بعض أعماله للمصادرة. يعتبر يوسف القعيد من رواد الرواية في مرحلة ما بعد نجيب محفوظ الذي ربطته به علاقة متينة. حصل على جائزة الدولة التقديرية في الآداب سنة 2008 وحازت روايته «الحرب في بر مصر» المرتبة الرابعة ضمن أفضل مائة رواية عربية.

## مؤلفاته
كتب يوسف القعيد العديد من المؤلفات التي تنوعت ما بين الروايات والمجموعات القصصية، والمقالات، وأدب الرحلات، وحوّلت بعض أعماله الروائية إلى أفلام سينمائية ومسلسلات تليفزيونية وإذاعية، وفيما يلي عدداً من أهم مؤلفاته:

### الروايات
- الحِداد: صدرت عام 1969 عن دار الطليعة للطباعة والنشر والتوزيع بالقاهرة.[7]
- أخبار عزبة المنيسى: صدرت عام 1971 عن الهيئة المصرية العامة للكتاب بالقاهرة،[8] وحُولت إلى مسلسل تليفزيوني عُرض عام 1996 بعنوان عزبة المنيسي أخرجه بسام سعد، وقام ببطولته محمود ياسين.[9]
- أيام الجفاف: صدرت عام 1973 عن مكتبة مدبولي بالقاهرة.[10]
- البيات الشتوي: صدرت عام 1974 عن دار الهلال للطباعة والنشر والتوزيع بالقاهرة،[11] وحُولت إلى مسلسل تليفزيوني عُرض عام 1987 بنفس الاسم أخرجه هشام أبو النصر، وقام ببطولته عبد الله غيث.[12]
- في الأسبوع سبعة أيام: صدرت عام 1975 عن الهيئة المصرية العامة للكتاب بالقاهرة.[13]
- يحدث في مصر الآن: صدرت عام 1976 عن دار أسامة للطبع والنشر والتوزيع بالقاهرة،[14][15] وحُوّلت إلى فيلم سينمائي صدر في عام 1994 بعنوان زيارة السيد الرئيس أخرجه منير راضي، وقام ببطولته محمود عبد العزيز.[16][17][18]
- الحرب في بر مصر: صدرت عام 1978 عن دار ابن رشد للنشر والتوزيع ببيروت،[19][20][21] وحولت إلى فيلم سينمائي صدر في عام 1991 بعنوان المواطن مصري أخرجه صلاح أبو سيف، وقام ببطولته عمر الشريف وعزت العلايلي وعبد الله محمود.[22][23]
- شكاوي المصري الفصيح: صدرت عام 1981 عن دار المسيرة للنشر والتوزيع بالقاهرة.[24]
- ليلة العشق والدم: صدرت عام 1982 عن دار الهلال للطباعة والنشر والتوزيع بالقاهرة.[25]
- من يخاف كامب ديفيد؟: صدرت عام 1985 عن اتحاد الأدباء العرب بدمشق.[26]
- بلد المحبوب: صدرت عام 1987 عن دار الشروق للنشر والتوزيع بالقاهرة،[27][28] وحُولت إلى مسلسل تليفزيوني صدر عام 2002 بنفس الاسم أخرجه إبراهيم الصحن، وقامت ببطولته نيرمين الفقي.[29]
- القلوب البيضاء: صدرت عام 1987 عن دار الشروق للنشر والتوزيع بالقاهرة.[30]
- مرافعة البلبل في القفص: وهي رواية قصيرة صدرت عام 1989 عن دار الهلال للطباعة والنشر والتوزيع بالقاهرة.[31]

- وجع البعاد: صدرت عام 1989 عن دار الهلال للطباعة والنشر والتوزيع بالقاهرة،[32] وحُولت إلى مسلسل تليفزيوني صدر عام 2000 بنفس الاسم أخرجه إسماعيل عبد الحافظ، وقام ببطولته صلاح السعدني.[33]
- لبن العصفور: صدرت عام 1994 عن دار الهلال للطباعة والنشر والتوزيع بالقاهرة.[34]
- خد الجميل: صدرت عام 1994 عن دار المدى للطباعة والنشر والتوزيع بدمشق.[35]
- أطلال النهار: صدرت عام 1997 عن دار شرقيات للنشر والتوزيع بالقاهرة.[36]
- أربع وعشرون ساعة فقط: صدرت عام 1999 عن دار الهلال للطباعة والنشر والتوزيع بالقاهرة.[37]
- قطار الصعيد: صدرت عام 2001 عن دار منشورات الزمن للنشر والتوزيع بالرباط.[38][39][40]
- قسمة الغرماء: صدرت عام 2013 عن الهيئة المصرية العامة للكتاب بالقاهرة.[41]
- أيام قصيرة
- عنتر وعبلة
- مجهول: صدرت عام 2013 عن دار الهلال للطباعة والنشر والتوزيع بالقاهرة.[42][43]

### مجموعات قصصية
- حكايات الزمن الجريح: صدرت عام 1980 عن وزارة الاعلام والثقافة العراقية ببغداد.
- تجفيف الدموع: صدرت عام 1981 عن الهيئة المصرية العامة للكتاب بالقاهرة.[44]
- قصص من بلاد الفقراء: صدرت عام 1983 عن دار الهلال للطباعة والنشر والتوزيع بالقاهرة.[45]
- من يذكر مصر الأخرى: صدرت عام 1984 عن وزارة الثقافة السورية بدمشق.[46]
- البكاء المستحيل.
- الفلاحون يصعدون إلى السماء
- طرح البحر
- الضحك لم يعد ممكنا: صدرت عام 1987 عن الهيئة المصرية العامة للكتاب بالقاهرة.[47]

### كتابات أخرى
- أصوات الصمت (أحاديث أدبية): صدر عام 1991 عن مكتبة مدبولى بالقاهرة.[48]
- الكتاب الأحمر رحلاتى في خريف الحلم السوفيتي: صدر عام 1992 عن دار سعاد الصباح للنشر والتوزيع.[49]
- من أوراق النيل (يوميات): صدر عام 1992 عن دار سعاد الصباح للنشر والتوزيع.[50]
- محمد حسنين هيكل يتذكر عبد الناصر والمثقفون والثقافة[51]
- مفاكهة الخلان في رحلة اليابان

## التكريمات والجوائز
حظي يوسف القعيد بتكريم العديد من الجهات المحلية والعربية، وحصل على عدة جوائز أدبية من أهمها:
- جائزة الدولة التقديرية في الآداب عام 2008.
- جائزة سلطان العويس للإبداع الروائي بالإمارات العربية المتحدة عام 2015.[52]

### سياسة
قام الرئيس عبد الفتاح السيسي بتعيين 28 عضوًا في البرلمان يوم 31 ديسمبر 2015 وكان منهم يوسف القعيد.

## روابط خارجية
- صفحة الكاتب يوسف القعيد على موقع قاعدة بيانات الأفلام العربية